# GE-200シリーズ
GE-200シリーズは、ゼネラル・エレクトリック(GE)が1960年代に開発製造した小型メインフレームコンピュータファミリー。

## 第一世代
1955年、GEはバンク・オブ・アメリカ(BoA)から小切手処理システムの開発を受注した。ERMAと呼ばれるこのシステムでは、磁気インク文字認識(MICR)技術が開発された。これは、小切手からパンチカードへの情報転記の際の人的ミスをなるべくなくすため、小切手に予め磁気を帯びたインクで口座番号などを印字しておき、それを読み取ることで口座を間違うといったミスを無くすものである。ERMAシステムのプロトタイプはBoAがSRI(スタンフォード研究所)に開発を依頼しており、真空管を使用したコンピュータであった。GEはこれをトランジスタ化したGE-210を開発し、1959年にERMAシステムは稼動開始した。
1959年、MICRという新しい入力方式を武器として、GEは GE-210 とその縮小版の GE-205 を発売した。しかし、GE社内では商用コンピュータ事業に対して懐疑的な意見が多く、コンピュータ部門は必ず利益を上げることを使命とされた。そこで、元々GEが強みを持つ制御用にも使えるコンピュータを開発する計画を立てた。それが第二世代のGE-200シリーズとなる。第一世代と第二世代には互換性はなく、GE-200シリーズといえば主に第二世代を指す。

## 第二世代
シリーズ内の主要機種はGE-225である。20ビットワード長で、アドレスは13ビット。基本CPUには浮動小数点演算装置か固定小数点十進演算装置(ワード内に6ビット十進3桁)を追加できる。11台の入出力チャネル・コントローラを持ち、GEはディスク装置やプリンタなどの様々な周辺機器も販売した。標準構成で約10,000個のトランジスタと20,000個のダイオードで構成される。磁気コアメモリは8Kワードを標準で装備している。
GE-215はGE-225の規模縮小版で、I/Oチャネルは6本、コアメモリは4Kワードか8Kワードである。GE-235は、GE-225の改良版で、メモリの速度が3倍に改善されている。

## DTSS
1960年代初期、GEはダートマス大学と共にタイムシェアリングシステムの開発に取り組み、それがDTSSとなった。システムはGEのもっと小型のマシンDatanet-30に多数のテレタイプ端末を接続して構築された。Datanet-30は工場のプロセス制御に使われる初期の小型コンピュータである。
DTSSは奇妙な構成のシステムであった。DTSS自体はGE-235上では動作せず、Datanet-30 上で動作した。Datanet-30 は接続された端末群から同時にコマンドを受け取り、要求されたプログラムをGE-235上で実行させる。GE-235 には手を加えていないので、そもそもバッチ処理でない処理をしているという認識がなく、マルチタスクは外部で実現されていた。これはマルチタスクの発展上の興味深い段階を示していると言えよう。
1965年、GE は Datanet-30 と GE-235 をまとめ、GE-265に仕立て上げた。GE-265 は世界初のタイムシェアリングマシンというだけでなく、BASIC言語（ダートマスBASIC）が最初に開発されたマシンでもあった。